# Spathiphyllum wendlandii
Spathiphyllum wendlandii ist eine Pflanzenart aus der Familie der Aronstabgewächse (Araceae). Sie ist in Costa Rica und Panama heimisch.

## Beschreibung
Die Laubblätter der Art sind verkehrt-lanzettlich oder lanzettlich länglich-rund bis breit oder schmal-elliptisch. Am Ansatz sind sie meist keilförmig zugespitzt. Die Blätter sind 38 bis 74 Zentimeter lang und 11 bis 28 Zentimeter breit.
Die Spatha ist schmal bis breit elliptisch, erreicht eine Länge von 16 bis 29 Zentimeter und von 5,5 bis 9,8 Zentimeter. Sie ist weiß, ebenso wie der Kolben.

## Verbreitung und botanische Geschichte
Spathiphyllum wendlandii ist nur in Honduras, Costa Rica und Panama heimisch und wächst dort in Nasswäldern. Die Art wurde 1858 von Heinrich Wilhelm Schott erstbeschrieben.